# 学校法人目黒日本大学学園
学校法人目黒日本大学学園（めぐろにほんだいがくがくえん）は、東京都目黒区目黒1-6-15にある学校法人。

## 年表
1903年（明治36年）に開設された高輪裁縫学校を起源とする。
1957年（昭和32年）に学校法人日出学園に改組。
2017年（平成29年）12月4日、学校法人日本大学との間で準付属契約の調印式が行われた。
2020年（令和2年）4月1日、法人名称を学校法人目黒日本大学学園に変更。

## 設置校
- 目黒日本大学中学校・高等学校（2019年4月、日出中学校・高等学校から改称。）
- 目黒日本大学幼稚園（2019年4月、日出幼稚園から改称。）